# 더들리 맨러브

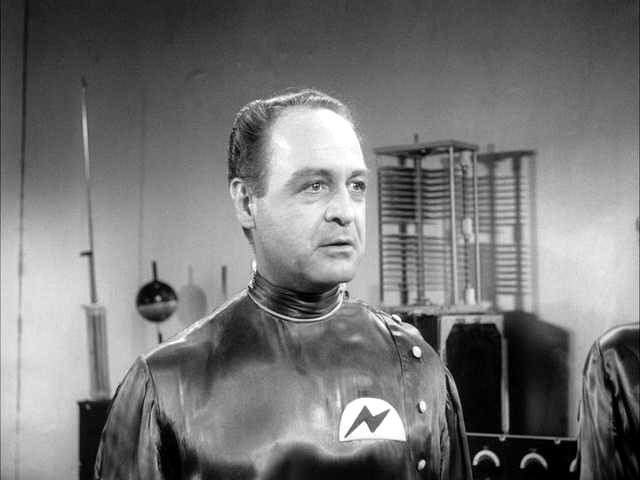

더들리 맨러브(Dudley Manlove, 1914년 6월 11일 ~ 1996년 4월 17일)는 미국의 배우, 텔레비전 배우, 라디오 DJ이다.
앨라미다군에서 태어났으며 샌버너디노군에서 사망하였다.

## 영화
- 휴머노이드의 창조 (1962년)
- 외계로부터의 9호 계획 (1958년)
- 마지막 커튼 (1957년)